# Geranomyia gracilipalpis
Geranomyia gracilipalpis är en tvåvingeart som först beskrevs av Alexander 1956.  Geranomyia gracilipalpis ingår i släktet Geranomyia och familjen småharkrankar. Inga underarter finns listade i Catalogue of Life.